# Xalet del Palou
El Xalet del Palou és una obra del municipi de Sant Pere de Ribes (Garraf) protegida com a bé cultural d'interès local.

## Descripció
Edifici cantoner situat entre els carrers de Palou i del Racó. Es tracta d'una construcció contemporània constituïda per diversos cossos geomètrics superposats, seguint la forma allargada de la parcel·la. Té poques obertures, tancades amb persianes de lamel·les horitzontals i perfils de rajola blau marí, que combinen amb les canals, reixes i baranes. Es troba construït sobre un cos habilitat com a garatge. El parament dels murs és d'obra vista.